# Prowincja Thái Nguyên
Thái Nguyên wymowaⓘ – prowincja Wietnamu, znajdująca się w północnej części kraju, w Regionie Północno-Wschodnim.

## Podział administracyjny
W skład prowincji Thái Nguyên wchodzi osiem dystryktów oraz jedno miasto.
- Miasta:

1. Thái Nguyên

- Dystrykty:

1. Đại Từ
2. Định Hóa
3. Đồng Hỷ
4. Phổ Yên
5. Phú Bình
6. Phú Lương
7. Sông Công
8. Võ Nhai